# 造園施工管理技士
造園施工管理技士（ぞうえんせこうかんりぎし）は、施工管理技士国家資格のうちの1つ。国土交通省管轄。
施工管理技士の区分は1級、2級であるので表記に注意する必要がある。（建築士は「一級建築士、二級建築士及び木造建築士をいう」と定義されており、数字ではない。）
長年、施工管理技士で一番簡単な資格と言われていたが、合格率で見る限り近年では施工管理技士のうちで最難関である。
国家試験は年1回実施される（実施は一般財団法人全国建設研修センター）。

## 概要
1級と2級に分かれ、1級は、営業所ごとに置かなければならない専任の技術者や工事現場ごとに置かなければならない主任技術者、監理技術者となることができ、公園や緑地、遊園地などの造園工事の施工計画を作成し、現場の工程管理、資材等の品質管理、作業の安全管理等の業務、2級は建設業法による一般建設業の営業所における専任技術者や、工事現場における主任技術者となることができ、公園や緑地、遊園地などの造園工事の施工計画を作成し、現場の工程管理、資材等の品質管理、作業の安全管理等の業務を行う。
- この資格の保有者は1級・2級とも、社会保険労務士の受験資格が得られる。

## 種類
- 1級
- 2級

## 受験資格
1級
- 1年以上の指導的監督実務年数を有する者
  - 大学の指定学科を卒業後、3年以上の実務経験
  - 大学の指定学科以外を卒業後、4年6か月以上の実務経験
  - 短期大学、高等専門学校（5年制）の指定学科を卒業後、5年以上の実務経験
  - 短期大学、高等専門学校（5年制）の指定学科以外を卒業後、7年6か月以上の実務経験
  - 高等学校の指定学科を卒業後、10年以上の実務経験
  - 高等学校の指定学科以外を卒業後、11年6か月以上の実務経験
  - 上記以外の者は15年以上の実務経験
  - 2級造園施工管理技術検定合格者で5年以上の者は合格後、5年以上の実務経験
  - 2級造園施工管理技術検定合格者で5年未満の者は高等学校の指定学科を卒業後、9年以上の実務経験
  - 2級造園施工管理技術検定合格者で5年未満の者は高等学校の指定学科以外を卒業後、10年6か月以上の実務経験
  - 2級造園施工管理技術検定合格者で5年未満の者はその他で14年以上の実務経験
  - 職業能力開発促進法による1級造園技能士は10年以上の実務経験
- 専任の主任技術者の実務経験が1年以上ある者
  - 2級造園施工管理技術検定合格者で合格後3年以上の者は合格後、1年以上の専任の主任技術者経験を含む3年以上の実務経験
  - 2級造園施工管理技術検定合格者で合格後3年未満の者は短期大学、高等専門学校（5年制）の指定学科以外を卒業後、7年以上の実務経験
  - 2級造園施工管理技術検定合格者で合格後3年未満の者は高等学校の指定学科を卒業後、7年以上の実務経験
  - 2級造園施工管理技術検定合格者で合格後3年未満の者は高等学校の指定学科以外を卒業後、8年6か月以上の実務経験
  - 2級造園施工管理技術検定合格者で合格後3年未満の者はその他で12年以上の実務経験
  - 上記以外の者で高等学校の指定学科を卒業後、8年以上の実務経験
  - 上記以外の者で高等学校の指定学科以外を卒業後、11年以上の実務経験
  - 上記以外の者でその他の者は13年以上の実務経験

2級
- 大学の指定学科を卒業後、1年以上の実務経験
- 大学の指定学科以外を卒業後、1年6か月以上の実務経験
- 短期大学、高等専門学校（5年制）の指定学科を卒業後、2年以上の実務経験
- 短期大学、高等専門学校（5年制）の指定学科以外を卒業後、3年以上の実務経験
- 高等学校の指定学科を卒業後、3年以上の実務経験
- 高等学校の指定学科以外を卒業後、4年6か月以上の実務経験
- その他の者は8年以上の実務経験
- 職業能力開発促進法による1級又は2級造園技能士は4年以上の実務経験

## 試験科目
- 学科試験（一次）と、実地試験（二次）から成る。1級、2級ともに学科試験において土木工学、園芸学、林学、都市工学等、施工管理法、法規がある。実地試験において施工管理法がある。日程については例年、1級の学科が9月の第1日曜日、実地が12月の第1日曜日に行われる。2級は学科と実地が同日実施（学科が午前、実地が午後）となり、例年11月の第3日曜日に行われる。ただし、2級の学科に限り、平成30年度から年2回実施されるようになり、前期日程・後期日程から選べるようになった。（前期日程は6月の第1日曜日、後期日程は従来通りの11月第3日曜日である）

## 合格率
- 令和５ (2023) 年度・1級造園施工管理技士：15.2%（一次合格率35.2%×二次合格率43.3%）
- 令和４ (2022) 年度・1級造園施工管理技士：20.2%（一次合格率44.0%×二次合格率46.0%）
- 令和３ (2021) 年度・1級造園施工管理技士：14.3%（一次合格率35.9%×二次合格率40.0%）
- 令和２ (2020) 年度・1級造園施工管理技士：16.2%（学科合格率39.6%×実地合格率41.0%）
- 令和元 (2019) 年度・1級造園施工管理技士：14.6%（学科合格率37.0%×実地合格率39.6%）
- 平成30 (2018) 年度・1級造園施工管理技士：14.7%（学科合格率41.2%×実地合格率35.9%）
- 平成29 (2017) 年度・1級造園施工管理技士：17.4%（学科合格率46.6%×実地合格率37.5%）
- 平成28 (2016) 年度・1級造園施工管理技士：17.3%（学科合格率53.2%×実地合格率32.5%）
- 平成27 (2015) 年度・1級造園施工管理技士：16.2%（学科合格率48.1%×実地合格率33.8%）
- 平成26 (2014) 年度・1級造園施工管理技士：14.7%（学科合格率40.0%×実地合格率36.8%）
- 平成25 (2013) 年度・1級造園施工管理技士：6.9%（学科合格率26.1%×実地合格率26.4%）
- 平成24 (2012) 年度・1級造園施工管理技士：9.0%（学科合格率23.4%×実地合格率38.6%）
- 平成23 (2011) 年度・1級造園施工管理技士：6.9%（学科合格率26.2%×実地合格率26.3%）
- 平成22 (2010) 年度・1級造園施工管理技士：8.3%（学科合格率28.4%×実地合格率29.4%）
- 平成21 (2009) 年度・1級造園施工管理技士：8.9%（学科合格率35.2%×実地合格率25.3%）
- 平成20 (2008) 年度・1級造園施工管理技士：6.3%（学科合格率25.2%×実地合格率25.2%）
- 平成19 (2007) 年度・1級造園施工管理技士：8.7%（学科合格率29.2%×実地合格率30.0%）
- 平成18 (2006) 年度・1級造園施工管理技士：8.1%（学科合格率34.3%×実地合格率23.6%）
- 平成17 (2005) 年度・1級造園施工管理技士：12.5%（学科合格率30.1%×実地合格率41.9%）
- 平成16 (2004) 年度・1級造園施工管理技士：28.2%（学科合格率52.6%×実地合格率53.7%）
- 平成15 (2003) 年度・1級造園施工管理技士：33.2%（学科合格率46.3%×実地合格率71.9%）
- 平成14 (2002) 年度・1級造園施工管理技士：45.1%（学科合格率53.2%×実地合格率84.8%）
- 平成13 (2001) 年度・1級造園施工管理技士：48.7%（学科合格率55.8%×実地合格率87.4%）

## 監理技術者として業務が可能な職種
| 資格名称        | 土木 | 建築 | 大工 | 左官 | とび土工 | 石工事 | 屋根工事 | 電気工事 | 管工事 | タイルレンガブロック工事 | 鋼構造物 | 鉄筋工事 | 舗装工事 | しゅんせつ | 板金工事 | ガラス工事 | 塗装工事 | 防水工事 |
| --------------- | ---- | ---- | ---- | ---- | -------- | ------ | -------- | -------- | ------ | ------------------------ | -------- | -------- | -------- | ---------- | -------- | ---------- | -------- | -------- |
| 1級建設機械     | ○    | -    | -    | -    | ○        | -      | -        | -        | -      | -                        | -        | -        | ○        | -          | -        | -          | -        | -        |
| 1級土木施工     | ○    | -    | -    | -    | ○        | ○      | -        | -        | -      | -                        | ○        | -        | ○        | ○          | -        | -          | ○        | -        |
| 1級建築施工     | -    | ○    | ○    | ○    | ○        | ○      | ○        | -        | -      | ○                        | ○        | ○        | -        | -          | ○        | ○          | ○        | ○        |
| 1級電気施工     | -    | -    | -    | -    | -        | -      | -        | ○        | -      | -                        | -        | -        | -        | -          | -        | -          | -        | -        |
| 1級管施工       | -    | -    | -    | -    | -        | -      | -        | -        | ○      | -                        | -        | -        | -        | -          | -        | -          | -        | -        |
| 1級造園施工     | -    | -    | -    | -    | -        | -      | -        | -        | -      | -                        | -        | -        | -        | -          | -        | -          | -        | -        |
| 1級電気通信施工 | -    | -    | -    | -    | -        | -      | -        | -        | -      | -                        | -        | -        | -        | -          | -        | -          | -        | -        |
| 一級建築士      | -    | ○    | ○    | -    | -        | -      | ○        | -        | -      | ○                        | ○        | -        | -        | -          | -        | -          | -        | -        |

| 資格名称        | 内装仕上工事 | 機械器具設置工事 | 熱絶縁工事 | 電気通信工事 | 造園工事 | さく井工事 | 建具工事 | 水道施設工事 | 消防施設工事 | 清掃施設工事 | 解体工事 |
| --------------- | ------------ | ---------------- | ---------- | ------------ | -------- | ---------- | -------- | ------------ | ------------ | ------------ | -------- |
| 1級建設機械     | -            | -                | -          | -            | -        | -          | -        | -            | -            | -            | -        |
| 1級土木施工     | -            | -                | -          | -            | -        | -          | -        | ○            | -            | -            | ○        |
| 1級建築施工     | ○            | -                | ○          | -            | -        | -          | ○        | -            | -            | -            | ○        |
| 1級電気施工     | -            | -                | -          | -            | -        | -          | -        | -            | -            | -            | -        |
| 1級管施工       | -            | -                | -          | -            | -        | -          | -        | -            | -            | -            | -        |
| 1級造園施工     | -            | -                | -          | -            | ○        | -          | -        | -            | -            | -            | -        |
| 1級電気通信施工 | -            | -                | -          | ○            | -        | -          | -        | -            | -            | -            | -        |
| 一級建築士      | ○            | -                | -          | -            | -        | -          | -        | -            | -            | -            | -        |